# Johannes Baumann

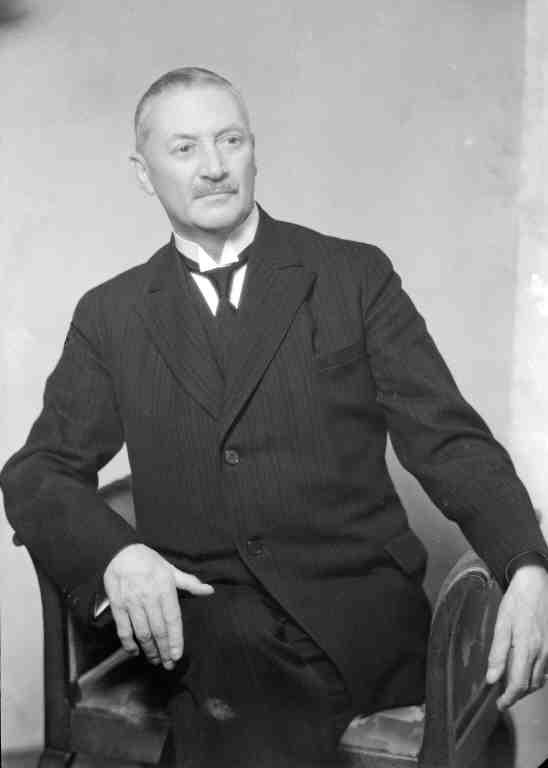
Baumann am Tag seiner Wahl in den Bundesrat

Johannes Baumann (* 27. November 1874 in Herisau; † 8. September 1953 ebenda; heimatberechtigt in ebenda) war ein Schweizer Politiker (FDP). Ab 1901 gehörte er dem Kantonsrat und von 1905 bis 1931 dem Regierungsrat des Kantons Appenzell Ausserrhoden an. Während seiner gesamten 26 Jahre dauernden Amtszeit als Regierungsratsmitglied stand er der Militär- und Polizeidirektion vor. Seinen Kanton vertrat er ab 1911 im Ständerat, den er 1920/21 präsidierte. Als erster Appenzeller wurde er 1934 in den Bundesrat gewählt und leitete danach bis zu seinem Rücktritt im Jahr 1940 das Justiz- und Polizeidepartement. In diese Zeit fällt die Umsetzung verschiedener bedeutender Gesetzesvorhaben, insbesondere des einheitlichen Strafgesetzbuches. Angesichts der nationalsozialistischen und faschistischen Bedrohung baute er den Staatsschutz markant aus. Andererseits hatte er fragwürdige fremdenpolizeiliche Entscheidungen zu verantworten, die als Reaktion auf die Flüchtlingskrise vor und kurz nach Beginn des Zweiten Weltkriegs gefällt wurden.

## Biografie

### Studium und Beruf

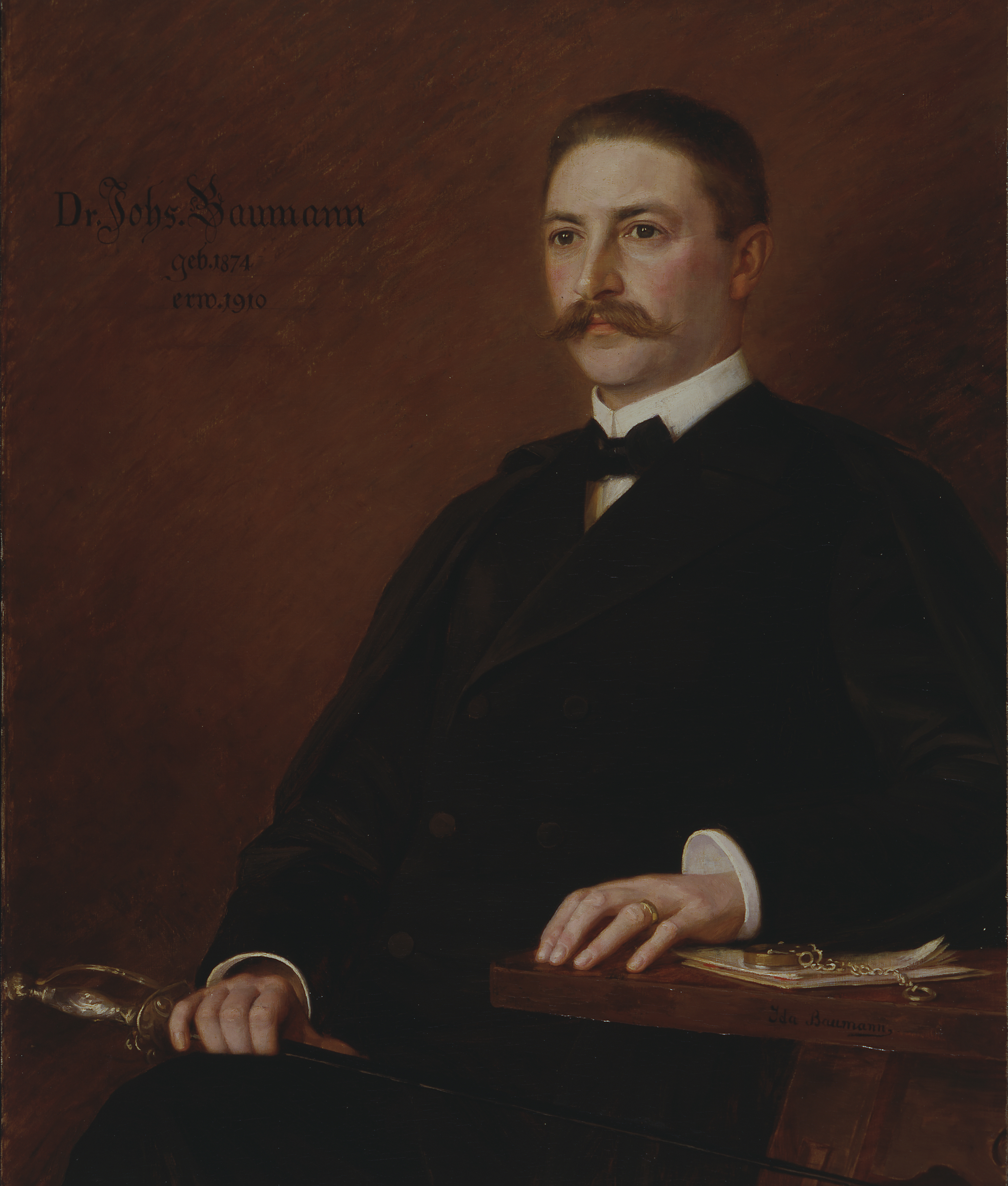
Johannes Baumann, Landammann von Appenzell Ausserrhoden, Gemälde von Ida Baumann (um 1910)

Er war der Sohn von Johannes Baumann, Stickereifabrikanten, späterer Kassier der kantonalen Gebäudeassekuranz sowie Gross- und Kantonsrat, und Anna Altherr. Seine Schwestern waren Ida Baumann, Porträtmalerin, und Anna Baumann, Malerin. Streng protestantisch erzogen, besuchte Baumann zunächst die Volksschule in Herisau und zog anschliessend nach Bern, wo er das Freie Gymnasium absolvierte. An der Universität Basel begann er, dem Wunsch seiner Eltern entsprechend, Theologie zu studieren, entschied sich dann jedoch nach einem Semester für die Rechtswissenschaft. Er trat der Studentenverbindung Zofingia bei und belegte weitere Semester an den Universitäten Bern, Leipzig und Zürich. Zu seinen Dozenten gehörte unter anderem Eugen Huber, der Verfasser des Zivilgesetzbuches. 1897 promovierte er in Bern mit einer Dissertation über die Rechtsgeschichte der Reformierten Landeskirche von Appenzell Ausserrhoden.
Baumann begann in einem Zürcher Anwaltsbüro zu arbeiten, blieb dort aber nur für kurze Zeit. Ein Jugendfreund machte ihn 1898 auf eine freie Stelle als Gerichtsschreiber aufmerksam. Er bewarb sich darum und wurde von Kantonsrat in dieses Amt gewählt. Ein Jahr später folgte die Wahl zum Verhörrichter und Kantonspolizeidirektor in Trogen. 1905 heiratete er Hanna Bischofberger aus Rehetobel, die Tochter eines Webfabrikanten und Oberrichters; aus der Ehe gingen zwei Töchter hervor. In der Schweizer Armee kommandierte er während des Ersten Weltkriegs als Major ein Bataillon, danach folgte die Beförderung zum Obersten.

### Kantons- und Bundespolitik
Ab 1901 sass Baumann als einer der Abgeordneten des Wahlkreises Trogen selbst im Kantonsrat, 1904/05 präsidierte er diesen. Ebenso wirkte er als Mitglied des Verfassungsrates bei der Revision der Kantonsverfassung mit. 1905 wählte ihn die Ausserrhoder Landsgemeinde in den Regierungsrat, woraufhin er seine bisherigen Ämter aufgab und seinen Wohnsitz wieder nach Herisau verlegte. Bis 1931 stand er ununterbrochen der kantonalen Militär- und Polizeidirektion vor. Für die Jahre 1910–1913, 1916–1919, 1921–1924 und 1927–1930 bestimmte ihn die Landsgemeinde jeweils zum Landammann. Er initiierte neben einem Wirtschaftsgesetz, eine kantonale Altersversicherung (1951 in der gesamtschweizerischen AHV aufgegangen) sowie eine Versicherung für Elementarschäden und Arbeitslosigkeit, womit Appenzell Ausserrhoden in der Schweiz eine Pionierrolle einnahm.
Baumann vertrat seinen Kanton ab 1911 als Mitglied der radikal-demokratischen Fraktion im Ständerat und amtierte 1920/21 als Ständeratspräsident. National trat er vor allem als Verfechter eines schweizweit einheitlichen Strafgesetzbuches und als Präsident der ständerätlichen Finanzkommission in Erscheinung. Darüber hinaus gehörte er den Verwaltungsräten der Ausserrhoder Kantonalbank, der St. Gallisch-Appenzellischen Kraftwerke und der Nordostschweizerischen Kraftwerke sowie dem Aufsichtsrat der Rentenanstalt an. Von 1932 bis 1934 war er Mitglied des Bankrates der Schweizerischen Nationalbank. Er präsidierte die Appenzellische Offiziersgesellschaft und von 1919 bis 1931 die Fortschrittliche Bürgerpartei Appenzell Ausserrhodens, ausserdem sass er vorübergehend im Zentralvorstand der Schweizer FDP.
Heinrich Häberlin und Jean-Marie Musy traten nach der Niederlage in der Volksabstimmung über die Verschärfung der Staatsschutzbestimmungen des Bundesrechts (Lex Häberlin II) zurück, wodurch es 1934 im Bundesrat zwei Vakanzen gab. Baumann galt als möglicher Nachfolger Häberlins, doch manche Freisinnige hielten ihn für zu alt für dieses Amt, weshalb sie den Basler Strafrechtsprofessor Carl Ludwig unterstützten, obwohl dieser Mitglied der LPS war. Die SP hingegen setzte auf Nationalratspräsident Johannes Huber aus dem Kanton St. Gallen. Bei der Bundesratswahl am 22. März 1934 fiel zunächst Huber im zweiten Wahlgang aus dem Rennen. Im dritten Wahlgang setzte sich Baumann mit 141 zu 73 Stimmen gegen Ludwig durch.

### Bundesrat
Am 1. Mai 1934 übernahm Baumann von Häberlin die Leitung des Justiz- und Polizeidepartements (EJPD). Angesichts der wachsenden Bedrohung durch Nazi-Deutschland trat er für den Ausbau des Staatsschutzes ein – dies umso mehr, nachdem im März 1935 Gestapo-Agenten in Basel den deutschen Journalisten Berthold Jacob entführt hatten und in Ascona der Spitzel Hans Wesemann verhaftet worden war. Einen Monat darauf beschloss der Bundesrat den Ausbau der Bundesanwaltschaft und die Schaffung des Bundesamtes für Polizei. Zwei Wochen nach der Ermordung Wilhelm Gustloffs in Davos erliess der Bundesrat am 18. Februar 1936 auf Antrag Baumanns ein Verbot der NSDAP-Auslandsorganisation in der Schweiz. Der Attentäter David Frankfurter wurde im Dezember desselben Jahres nach einem international stark beachteten Prozess zu lebenslänglicher Haft verurteilt (und nach Kriegsende begnadigt). Die deutsche und italienische Agententätigkeit nahm ein derart schwerwiegendes Ausmass an, dass im Dezember 1938 weitere Massnahmen des Staatsschutzes erlassen werden mussten.
Baumann entfaltete eine beeindruckende gesetzgeberische Aktivität. Unter seiner Führung wurden das Alkoholgesetz und das Obligationenrecht revidiert, ein neues Beamtengesetz und ein landwirtschaftliches Entschuldungsgesetz in Kraft gesetzt sowie ein Entwurf für ein revidiertes Militärstrafgesetz ausgearbeitet. 1938 amtierte er als Bundespräsident und konnte in seinem Präsidialjahr den grössten Erfolg seiner politischen Karriere feiern, als das Volk am 3. Juli in einem fakultativen Referendum das einheitliche Strafgesetzbuch mit knapper Mehrheit annahm (in Kraft getreten am 1. Januar 1942).
Während Baumann auf juristischem Gebiet und als Verteidiger demokratischer Grundrechte souverän auftrat, wird seine Bilanz durch – rückblickend betrachtet – fragwürdige fremdenpolizeiliche Entscheidungen getrübt. Er vertraute zu sehr der Fachkompetenz seiner Chefbeamten und war gegenüber den Wünschen des Politischen Departements zu nachgiebig. Baumanns Verantwortung für die damalige strikte Schweizer Flüchtlingspolitik wird dadurch abgemildert, dass der Gesamtbundesrat seinen Anträgen meist zustimmte. Als beispielsweise nach dem Anschluss Österreichs im März 1938 Tausende Flüchtlinge ins St. Galler Rheintal strömten, beschloss er die Wiedereinführung der Visumspflicht für Inhaber österreichischer Pässe und begründete diese Massnahme mit der Angst vor «Überfremdung», ebenso die Proklamation des Bundesrates und der Fraktionen betreffend die Neutralität der Schweiz. Am 4. Oktober desselben Jahres befürwortete er, die Kennzeichnung deutscher Pässe mit dem Judenstempel – trotz der Bedenken von Fremdenpolizeichef Heinrich Rothmund. Baumanns Departement trug nach Kriegsbeginn die zentrale Verantwortung für den Vollzug der Flüchtlingspolitik, zumal nach 1935 eine Verlagerung der Kompetenzen von den Kantonen zum Bund stattfand. Ebenso ist bekannt, dass im EJPD starke fremdenfeindliche und antisemitische Tendenzen herrschten und die Polizeiabteilung ihre Kräfte auf die Abwehr der Flüchtlinge konzentrierte.

### Letzte Jahre
Zusammen mit seinem Bundesratskollegen Rudolf Minger gab Baumann am 8. November 1940 seinen Rücktritt auf Ende Jahr bekannt. Er präsidierte den Verwaltungsrat des zwischen 1942 und 1945 erbauten Kraftwerks Rupperswil-Auenstein im Kanton Aargau und leitete den «Verein zur Verbreitung guter Schriften». Ansonsten lebte er ziemlich zurückgezogen in Bern. Zunehmend an Arthritis leidend, begab er sich im September 1953 zur Erholung in seinem Geburtsort Herisau, wo er im Alter von 78 Jahren einem Herzinfarkt erlag.

## Werke
- Johannes Baumann: Rechtsgeschichte der reformierten Kirche von Appenzell Ausserrhoden. R. Reich, Basel 1897.